# Batthyány–Sina–Wimpffen–Károlyi-kastély
A Batthyány–Sina–Wimpffen–Károlyi-kastély (gyakran Wimpffen-kúria) egykori fogadó, majd főnemesi kastély a Pest vármegyei Érd városában. Jelenleg a Magyar Földrajzi Múzeumnak ad otthont.

## Története
A kastélyt az 1838-as árvíz pusztítása után, az újjáépülő város szélén kialakuló új településrész Érd-Újfalu határára, a főút mellé, fogadó céljára építette németújvári Herceg Batthyány Fülöp. A család egyik címerállata után a Pelikán Fogadó nevet kapta az intézmény. Az épület feltehetően 1840 és 1845 (ekkor már szerepel az összeírásokban) között készült el, a stílusjegyek alapján valószínűsíthető, hogy Hild József vagy egyik tanítványának tervei alapján. 1848-ban hodosi és kizdiai Báró Sina György, görög (aromán) származású bankár és nagybirtokos tulajdonába került az épület. Az 1848–49-es forradalom és szabadságharc idején osztrák tábornoki főhadiszállás működött a fogadó falai közt. 1856-ban örökölte meg apjától Sina Simon az épületegyüttest. Simon 1876-ban bekövetkezett halálakor a birtok leányára, Anasztáziára és annak férjére, a német származású tengerészre, Gróf Wimpffen Viktorra szállt. A család 1884-re készült el a fogadó kúriává történő alakításával, ezért nevezik a helyiek az épületet gyakran Wimpffen-kúriának. Apja 1897-ben bekövetkezett halálát követően Gróf Wimpffen Simon volt a kastély birtokosa. Ő 1910-ben kénytelen volt eladni a kastélyt nagykárolyi Gróf Károlyi Imrének. 1926-ban Érd Község megvásárolta az épületegyüttest a folyamatosan bővülő Szent István Polgári Fiúiskola számára. A kastély egyik szárnyában pedig a csendőrség kapott helyet. 1942-ben költözött az épületbe a Községi Elöljáróság (1950-től Tanács) az Ófaluból. Az iskolát ekkor a befalazott és osztálytermekre tagolt kocsiszínben és istállókban helyezték el, a kert végében pedig egy kis házat építettek az iskola igazgatójának. A főépület és a kocsiszín közé az 1970-es években egy újabb épületet építettek a tanácselnöki lakás és irodák számára. A Tanács 1979-től fokozatosan átköltözött egy nagyobb épületbe, ahol ma is működik az Önkormányzat. 1983-ban Mógor Béla akkori tanácselnök jóvoltából a Magyar Földrajzi Gyűjtemény (ma Múzeum) és a Városi Könyvtár Zenei Könyvtára költözött a főépület keleti szárnyába, míg a másikban megmaradt a Házasságkötő Terem és az Anyakönyvi Hivatal. 1988-ban a könyvtár, majd 1990-ben a házasságkötő is kiköltözött az épületből, lehetővé téve a múzeum bővülését. 2001-ben a műemléki épületegyüttes rekonstrukciója során a főépületet rendbe tették, az utólagos építményeket, befalazásokat lebontották és a kert is megújult. 2012-ben a tetőtérben új kiállítótér, előadóterem és múzeumpedagógiai terem került kialakításra. A szintén felújított kocsiszínben raktárak és műhelyek kaptak helyet.

## Felépítése
A szinte egyedülálló módon, eredeti állapotában megmaradt klasszicista magasföldszintes,  68x14 méteres, téglafalú, sóskúti (szarmata) mészkő alapra épült épület. Az utcai homlokzat 1+4+3+4+1 osztású. Az enyhén előreugró középrizalit timpanonjában 1949-ig Fejér vármegye címere volt látható, melyen Szent István felajánlja az országot Szűz Máriának. A 2001-es rekonstrukció óta itt Magyarország címere kapott helyet, a timpanon alatt pedig a „Magyar Földrajzi Múzeum” feliratot helyezték el. A közép- és az oldalrizalitok ablakai és a jelenlegi főbejárat felett félköríves lunetta van. Az udvari homlokzat (egykori főhomlokzat) közepén 2 oszlopon és 2 pilléren (dór jellegű díszítésűek) nyugvó timpanonos, portikuszos kocsialáhajtó található. A portikusz és az oldalrizalitok között egykor tornác húzódott. Az épület alagsorában egy nagy átmérőjű kút volt, melyet azóta betemettek. Az egyik oldalszárnyban selyemkárpitot utánzó díszítőfestés maradványai láthatóak. Valószínűsíthető, hogy az épület több részén volt hasonló díszítés. Az főépület hossztengelyére merőlegesen, különálló, két istállóból, egy kocsiszínből, műhelyből és cselédlakásokból álló kiszolgáló épület állt.  

## Érdekességek
- 1871-ben a fogadóban szálltak meg, az Ercsibe, az Eötvös család kriptájához vezető út során, a vásárosnaményi Báró Eötvös József, író, vallás- és közoktatásügyi miniszter földi maradványát kísérő gyászmenet tagjai. Az itt elköltött reggeli után nevezte ki Idősebb csíkszentkirályi és krasznahorkai Gróf Andrássy Gyula, miniszterelnök az új minisztert, Dr. Pauler Tivadart.

## Képgaléria

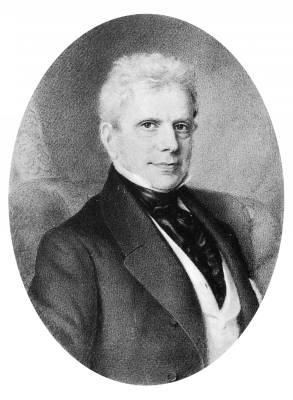
Sina György
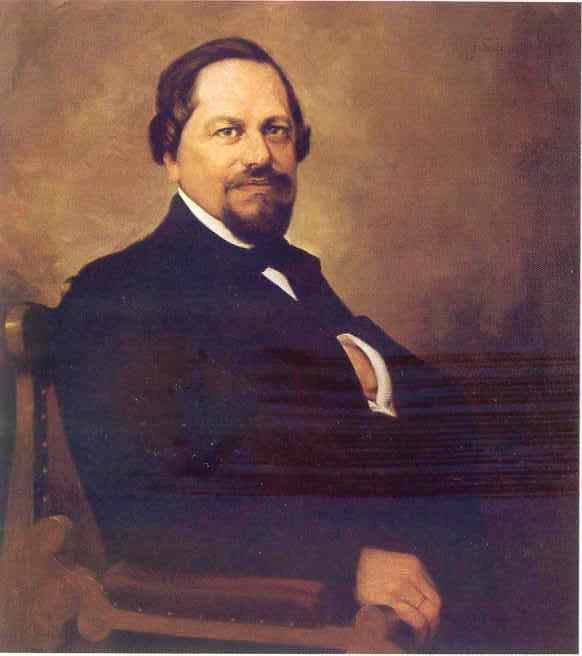
Sina Simon
Fejér vármegye címere